# Koeneniodes spiniger
Koeneniodes spiniger is een spinnensoort in de taxonomische indeling van de Palpigradi.
Het dier komt uit het geslacht Koeneniodes. Koeneniodes spiniger werd in 1913 beschreven door Silvestri.